# 구병산
구병산(九屛山)은 대한민국 충청북도 보은군 마로면과 경상북도 상주시 화북면에 걸쳐 있는 높이 876m의 산이다. 또한 구병산은 속리산 국립공원의 남쪽에 위치하면서 국도 변 가까이 위치해 있다. 그리고 주능선이 동쪽에서 서쪽으로 길게 이어지면서 마치 병풍을 두른 듯 아홉 개의 봉우리가 이어져 있으므로 구병산 또는 구봉산(九峰山)이라고도 불린다

## 같이 보기
- 한국의 산